# 1958 à la télévision
| Années de la télévision : 1955 - 1956 - 1957 - 1958 - 1959 - 1960 - 1961    |
| Décennies de la télévision : 1920 - 1930 - 1940 - 1950 - 1960 - 1970 - 1980 |

Cet article présente les faits marquants de l'année 1958 à la télévision.

## Évènements

### France
- 12 juin 1958 : Le Général de Gaulle prononce la première allocution télévisée d'un homme politique français.
- 12 septembre 1958, Raymond Marcillac est nommé au poste de directeur des émissions sportives, premier patron du service des sports de la RTF.

## Émissions
- 7 juillet : Dernière de l'émission 36 chandelles sur RTF Télévision.
- 27 octobre : Première de l'émission La Clé des champs (émission de télévision) sur RTF Télévision.

## Théâtre à la télévision
- L'Alcade de Zalamea de Pedro Calderón de la Barca, adaptation d'Alexandre Arnoux, réalisation de Marcel Bluwal

## Séries télévisées

### États-Unis
- 6 septembre : diffusion du premier épisode d'Au nom de la loi sur CBS
- 22 septembre : diffusion du premier épisode de Peter Gunn sur NBC
- 30 septembre : diffusion du premier épisode de L'Homme à la carabine sur ABC
- 2 octobre : diffusion du premier épisode de Roquet belles oreilles sur CBS
- 2 octobre : diffusion du premier épisode de Yogi l'ours en syndication
- 8 octobre : diffusion du premier épisode de Bat Masterson sur NBC

### France
- 1er janvier : diffusion du premier épisode des Cinq Dernières Minutes sur la RTF.

### Royaume-Uni
- 5 janvier : diffusion du premier épisode d'Ivanhoé sur ITV
- 15 septembre : diffusion du premier épisode de Guillaume Tell sur ITV

## Principales naissances
- 4 janvier : Johnny Karlitch, documentariste libanais
- 23 janvier : 
  - Christophe Dechavanne animateur et producteur d'émissions de télévision et de radio et aussi comédien français.
  - Laurent Boyer, animateur de radio et de télévision français.
- 26 janvier : Ellen DeGeneres, humoriste, écrivaine, animatrice de télévision et comédienne américaine.
- 16 février : Ice-T, rappeur et acteur américain.
- 24 février : Mark Moses, acteur américain (série : Desperate Housewives).
- 27 février : Jean-Yves Raimbaud, créateur de séries d'animation français (Les Petites Sorcières, Les Zinzins de l'espace et Oggy et les Cafards)
- 25 mars : Bernard de La Villardière, journaliste, animateur de télévision et de radio français.
- 18 avril : Laurent Baffie, animateur de radio et de télévision français.
- 26 avril : Giancarlo Esposito, acteur et producteur américain.
- 31 août : Éric Zemmour, écrivain, essayiste et journaliste politique français.
- 14 novembre : Olivier Marchal, acteur et réalisateur français.
- 24 novembre : Alain Chabat, acteur, réalisateur, scénariste, humoriste, producteur de cinéma et animateur de télévision français.
- 1er décembre : Charlene Tilton, actrice américaine.
- 12 décembre : Sheree J. Wilson, actrice américaine.
- Date non précisée : Antoni D'Ocon, producteur de séries d'animation espagnol (Les Fruittis)
- Date non précisée : Tawny Moyer, actrice américaine.

## Principaux décès
- 11 février : Florenz Ames, acteur américain (° 6 janvier 1883).